# Steuden
Steuden è un ex comune tedesco di 955 abitanti, situato nel land della Sassonia-Anhalt. Dal 1º gennaio 2010, insieme agli ex comuni di Dornstedt e Langenbogen, è stato incorporato nel comune di Teutschenthal, del quale è divenuto una frazione.